# Sumba
Bản mẫu:Bảng tóm tắt đảo
Sumba là một hòn đảo tại Indonesia, một trong các đảo thuộc nhóm đảo gọi chung là quần đảo Nusa Tenggara (quần đảo Sunda Nhỏ). Đảo này có chiều dài theo hướng tây-đông khoảng 220 km và chiều rộng theo hướng bắc-nam khoảng 70 kn, diện tích khoảng 11.153 km², dân số theo số liệu chính thức là 611.422 người năm 2005. Tại đây có mùa khô từ tháng 5 tới tháng 11 và mùa mưa từ tháng 12 tới tháng 4 năm sau. Về mặt lịch sử, đảo này là nơi xuất khẩu nhiều gỗ đàn hương và vì thế được biết đến như là đảo gỗ đàn hương.
Phía tây bắc đảo này là đảo Sumbawa. Về phía bắc và đông bắc, vượt qua eo biển Sumba (Selat Sumba), là đảo Flores. Về phía đông, vượt qua biển Savu, là đảo Timor. Về phía nam, di qua một phần của Ấn Độ Dương, là vùng đất tây bắc Australia. Về mặt hành chính, đảo này thuộc tỉnh Đông Nusa Tenggara. Thị trấn lớn nhất trên đảo là Waingapu với dân số khoảng 10.700 người.
Trước khi bị thực dân hóa, Sumba là nơi sinh sống của một vài nhóm nhỏ sắc tộc-ngôn ngữ, một vài trong số này có thể có quan hệ chư hầu đối với đế quốc Majapahit. Năm 1522, những chiếc tàu thuyền đầu tiên từ châu Âu đã tới đây, và tới năm 1866 thì Sumba thuộc về Công ty Đông Ấn Hà Lan, mặc dù đảo này không thực sự thuộc quyền quản lý hành chính của Hà Lan cho tới tận đầu thế kỷ 20.
Người Sumba nói bằng một loạt các thứ tiếng gần gũi với các thứ tiếng thuộc ngữ hệ Nam Đảo và có huyết thống hỗn hợp giữa người Mã Lai và người Melanesia. Khoảng 25-30% dân cư trên đảo theo tín ngưỡng vật linh Marapu. Phần còn lại là những người theo Kitô giáo, với phần lớn theo thuyết Calvin Hà Lan, nhưng một thiểu số đáng kể thì theo Công giáo La Mã. Một lượng nhỏ theo Hồi giáo dòng Sunni, sinh sống dọc theo vùng duyên hải.
Mặc dù có sự tràn vào của các tôn giáo, tín ngưỡng phương Tây, nhưng Sumba lại là một trong số ít nơi trên thế giới mà trong đó việc chôn cất cự thạch được sử dụng như là 'truyền thống còn tồn tại' để chôn cất các cá nhân có danh tiếng khi họ chết. Việc chôn cất trong các ngôi mộ cự thạch từng là một thông lệ được sử dụng ở nhiều nơi trên thế giới trong thời kỳ đồ đá mới và thời kỳ đồ đồng, nhưng hiện nay gần như không còn được sử dụng nữa.
Tình trạng y tế và sức khỏe của cư dân trên đảo vẫn còn chưa được cải thiện. Một tỷ lệ cao dân cư vẫn bị mắc bệnh sốt rét. Tỷ lệ chết của trẻ sơ sinh vẫn rất cao. Hiện tại Pháp là quốc gia đang có các chương trình cung cấp vốn và hỗ trợ việc đào giếng cung cấp nước sinh hoạt đối với một số cộng đồng dân cư nhỏ đang bị quên lãng.